# Goodwood House
Goodwood House è un maniero a Chichester, West Sussex.
Questa casa di campagna inglese, che risale all'epoca di Giacomo I d'Inghilterra (poi ampliata nel XVIII secolo), fu la residenza di Charles Lennox, I duca di Richmond e figlio illegittimo di Carlo II Stuart. Gli eleganti interni in stile Regency sono arricchiti da mobili francesi, interessanti arazzi (Tapestry Drawing Room) e porcellane. Vi si trova, inoltre, tra le altre cose, il ritratto di Frances Teresa Stewart (il modello della Britannia riprodotta sulle monete) realizzato da Sir Peter Lely.

## Storia

### XVII secolo

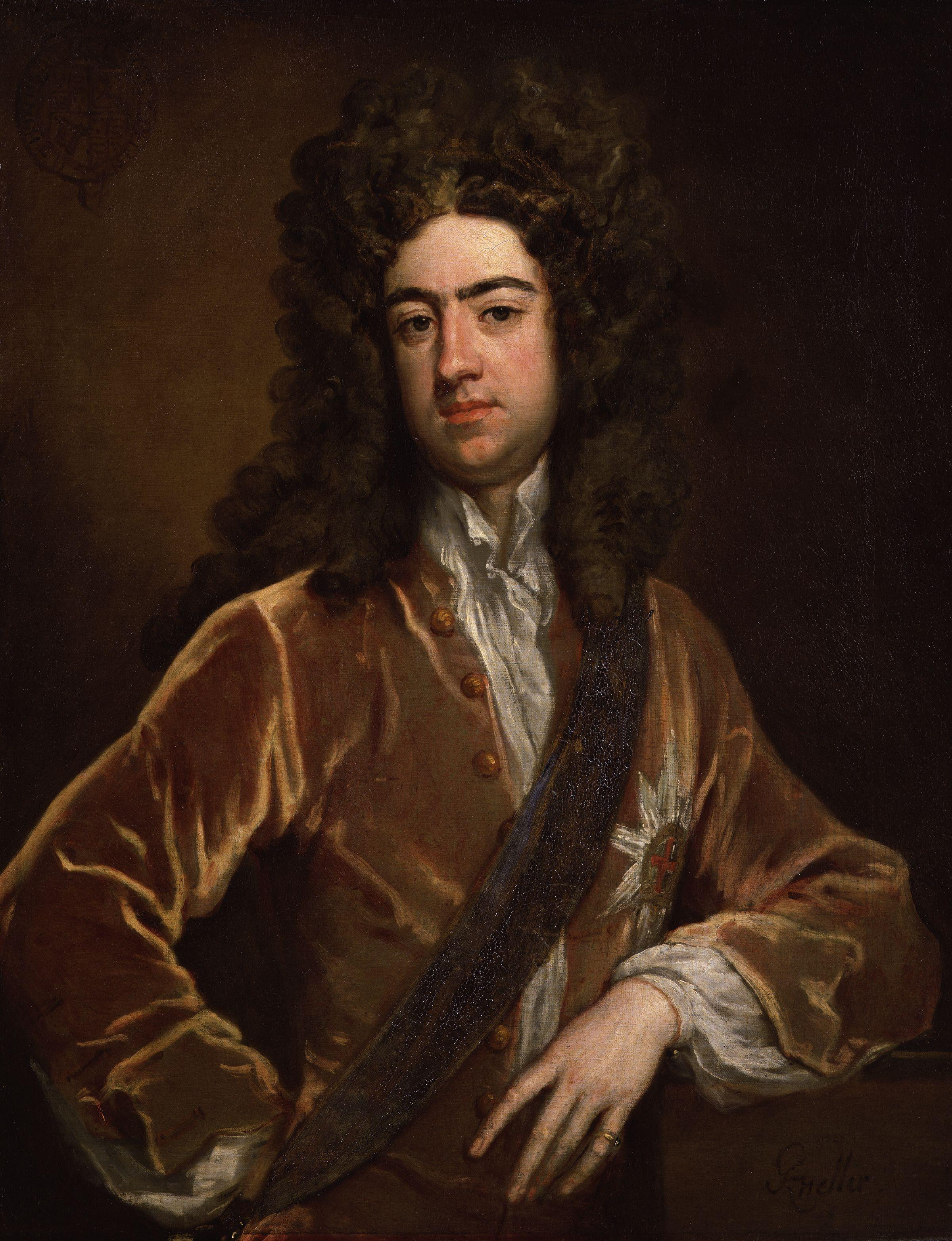
Charles Lennox, I duca di Richmond ritratto da Sir Godfrey Kneller

La Goodwood House fu costruita intorno al 1600 e fu acquisita da Charles Lennox, I duca di Richmond nel 1697. Un'ala sud fu aggiunta da Matthew Brettingham e un'ala nord da James Wyatt. Può darsi che ci fosse l'intenzione di costruire la casa in un unico edificio ottagonale, ma solo tre degli otto lati furono costruiti e quell'intenzione non è mai stata dimostrata.

### XIX secolo
Charles Lennox, III duca di Richmond, commissionò a Sir William Chambers la progettazione delle stalle nel 1757 e James Wyatt a progettare i canili, originariamente utilizzati dai cani da caccia del Duca, ma ora utilizzati come sede delle mazze da golf, nel 1787. Inoltre commissionò Ippodromo di Goodwood, che è stato istituito nel 1802.

### XX secolo

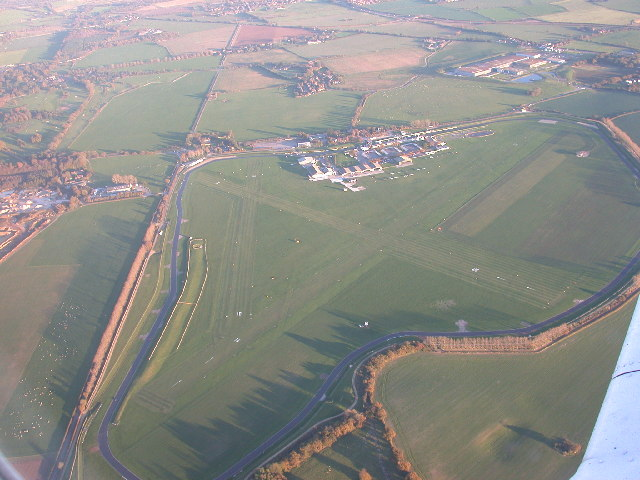
Il Circuito di Goodwood, fatto costruire da Frederick Gordon-Lennox, IX duca di Richmond nel 1948

Il campo da golf di Goodwood fu inaugurato nel 1901. L'aeroporto di Chichester/Goodwood fu costruito durante la seconda guerra mondiale. Il circuito di Goodwood fu realizzato attorno al perimetro dell'aerodromo da Frederick Gordon-Lennox, IX duca di Richmond nel 1948.
Nel 1982, la tenuta di Goodwood ospitò i Campionati del mondo di ciclismo su strada. Una grande raccolta di documenti dagli archivi di Goodwood Estate (1418-1984) è conservata dall'ufficio del West Sussex Record.